# Associazione Olandese per la Protezione degli Animali
L'Associazione Olandese per la Protezione degli Animali (in olandese Nederlandse Vereniging tot Bescherming van Dieren in forma abbreviata La Dierenbescherming, è un'organizzazione che si dedica alla protezione degli animali. Con circa 160.000 membri, donatori e volontari nel 2018, è la più grande organizzazione olandese che si concentra principalmente sul benessere animale.

## Storia

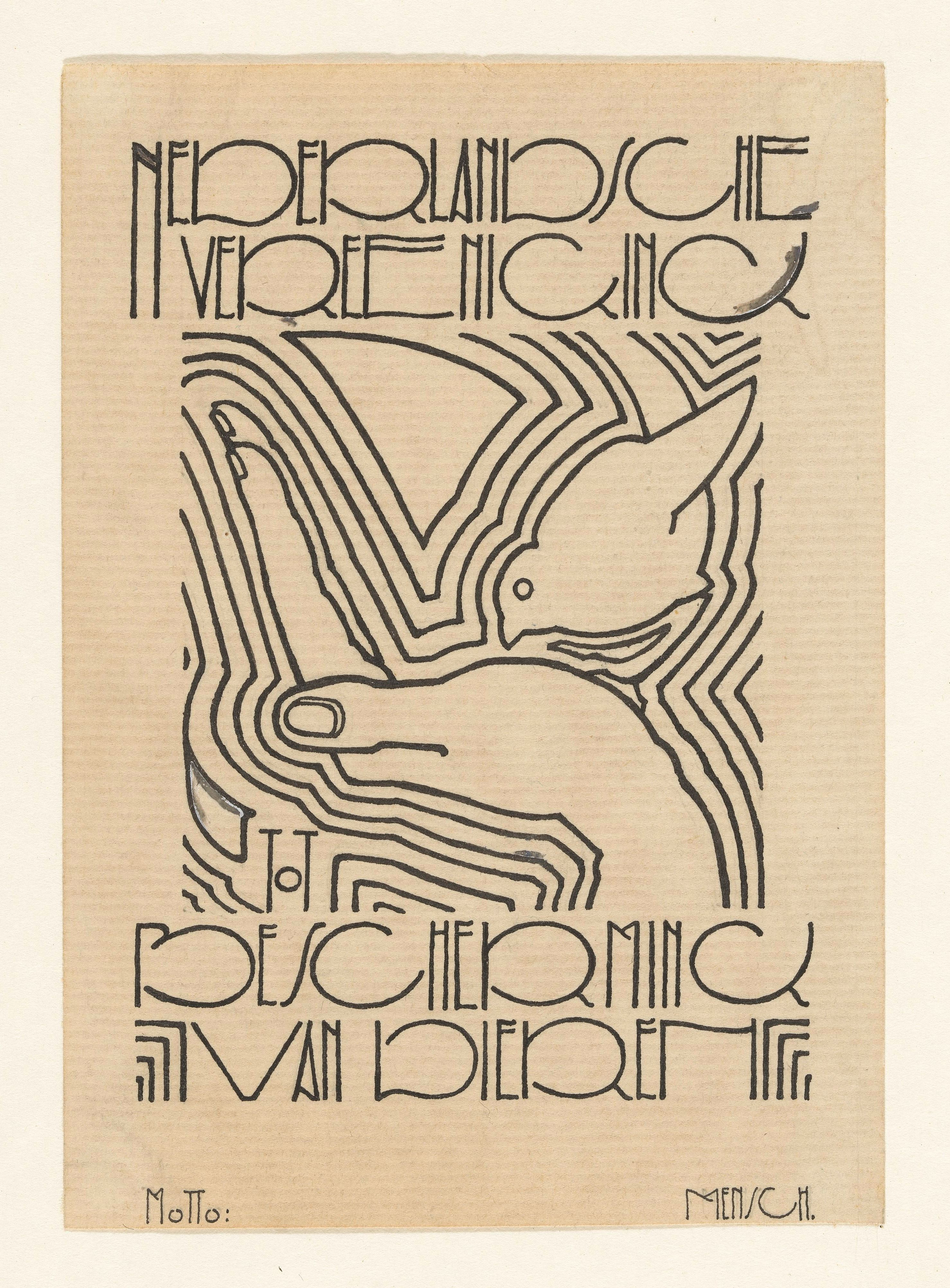
Bozzetto di un vignetta di Reijer Stolk

Il 25 agosto 1864 fu fondata la Società dell'Aia per la Protezione degli Animali. Questa si batté, tra le altre cose, per il divieto dei cani da tiro, della caudectomia e del taglio delle orecchie nei cani e nei cavalli, e per il miglioramento delle norme relative alla macellazione. Per raggiungere questi obiettivi, i protezionisti degli animali tenevano conferenze, scrivevano opuscoli e cercavano di promuovere una legislazione più favorevole. Nel 1875, l’associazione ottenne un primo successo con una legge per la prevenzione della rabbia, che rese punibile anche gli atti di crudeltà verso cani e gatti.
Dal 1877, varie associazioni locali iniziarono a collaborare a livello nazionale. Così nacque l'Associazione Olandese per la Protezione degli Animali. Sotto la sua influenza vennero promulgate sempre più leggi a favore degli animali. Nel 1880 alcuni mammiferi e uccelli utili all'agricoltura e alla silvicoltura furono protetti per legge. Nel 1886 fu aggiunto un nuovo articolo al Codice Penale dei Paesi Bassi, rendendo la crudeltà verso gli animali un crimine. Successivamente fu introdotta la Legge sulla protezione degli animali, che vietò ufficialmente, tra l'altro, l'uso dei cani da tiro.
Per garantire il rispetto di questa normativa, nel 1920 la Dierenbescherming fondò un proprio servizio di ispezione, avvalendosi dei guardiani di campagna. Nel 1975 questo servizio fu sostituito dalla Fondazione Servizio Ispettivo Nazionale per la Protezione degli Animali (LID). Nel 2023 il nome è stato cambiato in Servizio Ispettivo Nazionale per il Benessere Animale (LID).
Negli anni ottanta, l'associazione condusse con successo una campagna per la vendita di uova da allevamento a terra. Ebbe anche una grande influenza sulla Legge per la Salute e il Benessere degli Animali, che portò tra l'altro all'introduzione di una sezione sugli animali geneticamente modificati.

## Attività
La Dierenbescherming difende gli interessi di tutti gli animali, inclusi animali domestici, animali da allevamento, animali selvatici e animali da laboratorio. L'organizzazione si basa su due principi fondamentali. Il primo stabilisce che gli animali possiedono un valore intrinseco. Devono essere trattati come esseri senzienti e coscienti, e quindi con rispetto. Il secondo afferma che l’uomo ha il dovere di trattare e proteggere gli animali in modo corretto.
Il focus tradizionale è sempre stato il benessere degli animali da compagnia e degli animali d’uso. Gli animali da allevamento ricevono molta attenzione a causa degli abusi nella zootecnia intensiva. Nel 2007, la Dierenbescherming ha lanciato il marchio Beter Leven (Vita Migliore) per carne, pollame e uova. Il marchio aiuta i consumatori a fare scelte più rispettose degli animali, mediante un sistema a tre stelle. Entro il 2014, circa 30 milioni tra polli, mucche e maiali hanno avuto una vita più dignitosa grazie a questo marchio.
Anche gli animali selvatici sono un tema importante per la Dierenbescherming. Il principio di base è che l’intervento umano nella natura debba essere ridotto al minimo. L’organizzazione si oppone alla caccia sportiva e propone alternative più rispettose degli animali per la protezione delle colture e la gestione delle popolazioni.
Anche gli animali da laboratorio ricevono particolare attenzione. Si cerca di ridurre il numero di esperimenti sugli animali, valutandone più attentamente la necessità e promuovendo maggiore trasparenza.
L'associazione conta circa 180.000 sostenitori e dispone di migliaia di volontari. La Dierenbescherming ha anche un proprio club giovanile, Kids for Animals. Oltre alla sensibilizzazione (tra cui corsi per proprietari di cani e primo soccorso per animali) e alle attività pratiche (come il servizio ispettivo, i rifugi per animali e le ambulanze veterinarie), vi sono anche attività di lobbying e campagne. Anche grazie alla Dierenbescherming, la legislazione relativa agli animali da allevamento e da laboratorio è stata notevolmente migliorata.
La Dierenbescherming collabora strettamente con altre organizzazioni olandesi affini, come Bont voor Dieren e Vereniging Proefdiervrij. L’associazione finanzia inoltre molte attività locali di protezione animale, come centri di accoglienza.